# Keiko Okami
Keiko Okami (岡見 京子, Okami Keiko, 15. července 1859 Prefektura Aomori – 2. září 1941 Tokio) byla japonská lékařka. Byla první japonskou ženou, která získala titul ze západní medicíny na západní univerzitě (Ženská lékařská fakulta v Pensylvánii).

## Životopis
Kei Okami se narodila jako Keiko Nišida v prefektuře Aomori v roce 1858. V roce 1878 vystudovala dívčí školu Jokohama Kjóricu, a poté se naučila anglicky na dívčí škole Sakurai. Když jí bylo 25 let, provdala se za učitele umění, kterým byl Senkičiró Okami. Manželé následně odjeli do Spojených států. Keiko i její manžel byli oba křesťané. Bratr jejího manžela, Kijomune, zaměřil své úsilí na vybudování kostela Dai-mači (dnešní kostel Takanawa), a založení dívčí školy Šoei, která byla předchůdcem Vyšší střední dívčí školy Šoei v Širokanedai.

### Studium medicíny
V Americe Kei Okami studovala na Ženské lékařské fakultě v Pensylvánii, díky pomoci od Ženské zahraniční misionářské společnosti kostela Presbyteriánů. Promovala po čtyřech letech studia v roce 1889, společně se Susan La Flesche Picotte, první Indiánkou, která získala lékařský titul. Tímto se stala první Japonkou, která získala titul ze západní medicíny na západní univerzitě.

### Kariéra
Po návratu ze studií Keiko pracovala v nemocnici Džikei (dnešní Lékařská univerzita Džikei v Tokiu) na pozvání Takakiho Kanehira. Později si otevřela praxi ve svém domově v Akasace. Po uzavření praxe, učila jako zástupkyně ředitele na dívčí škole v Šoei, kterou založil její švagr. V roce 1897 společně se svou přítelkyní paní True, otevřela malou nemocnici pro nemocné ženy. Na stejném místě také založila školu pečovatelství. Nemocnice byla uzavřena po devíti letech provozu, protože zde bylo jen málo pacientek, obvykle misionářek ze zahraničí. Později kvůli onemocnění rakovinou prsu, odešla Keiko na odpočinek. Jako oddaná křesťanka se podílela na práci křesťanských misionářů v Japonsku, a také vyučovala zdravotní sestry v anatomii v jedné z největších japonských nemocnic.